# Liste der Monuments historiques in Aillas
Die Liste der Monuments historiques in Aillas führt die Monuments historiques in der französischen Gemeinde Aillas auf.

## Liste der Bauwerke
| Bezeichnung       | Beschreibung              | Standort | Kennzeichnung | Schutzstatus | Datum | Bild           |
| ----------------- | ------------------------- | -------- | ------------- | ------------ | ----- | -------------- |
| Burgruine Aillas  |                           | (Lage)   | PA00083107    | Classé       | 1886  | weitere Bilder |
| Kirche Notre-Dame | Erbaut im 12. Jahrhundert | (Lage)   | PA00083108    | Classé       | 1896  | weitere Bilder |

## Liste der Objekte
| Bezeichnung                | Beschreibung                     | Standort                        | Kennzeichnung | Schutzstatus | Datum | Bild |
| -------------------------- | -------------------------------- | ------------------------------- | ------------- | ------------ | ----- | ---- |
| Zwei Glocken               | Bronze, 1526 und 1538 gegossen   | in der Kirche Notre-Dame (Lage) | PM33000001    | Classé       | 1942  |      |
| Skulpturengruppe Pietà     | Stein, 16. Jahrhundert           | in der Kirche Notre-Dame (Lage) | PM33002271    | Inscrit      | 1981  |      |
| Skulptur Madonna mit Kind  | Holz, vergoldet, 19. Jahrhundert | in der Kirche Notre-Dame (Lage) | PM33001487    | Inscrit      | 1981  |      |
| Skulptur Christus am Kreuz | Holz, bemalt, 19. Jahrhundert    | in der Kirche Notre-Dame (Lage) | PM33001488    | Inscrit      | 1981  |      |